# Каменка (приток Косьвы)
Каменка — река в России, протекает по территории Карпинского городского округа Свердловской области. Устье реки находится в 225 км по левому берегу реки Косьва. Длина реки составляет 10 км.
Берёт начало в горах Среднего Урала рядом с границей с Пермским краем, течёт преимущественно в северном направлении. Река течёт по ненаселённой местности среди холмов, покрытых таёжным лесом, скорость течения быстрая, характер течения — горный. Впадает в Косьву у подножья горы Каменка (489 м НУМ).

## Данные водного реестра
По данным государственного водного реестра России относится к Камскому бассейновому округу, водохозяйственный участок реки — Косьва от истока до Широковского гидроузла, речной подбассейн реки — бассейны притоков Камы до впадения Белой. Речной бассейн реки — Кама.
Код объекта в государственном водном реестре — 10010100312111100008584.